# Constantine Phipps (5e marquis de Normanby)
Constantine Edmund Walter Phipps, 5e marquis de Normanby (né le 24 février 1954), est un pair britannique, romancier, poète et entrepreneur.

## Biographie
Lord Normanby est le fils d'Oswald Phipps (4e marquis de Normanby) et de l'honorable Grania Guinness, fille du 1er baron Moyne.
Il fait ses études au Collège d'Eton, au Worcester College, à Oxford et à la City University of London.
Il est l'auteur de trois romans sous le nom de Constantine Phipps : Careful with the Sharks (1985), Among the Thin Ghosts (1989) et What You Want (2014).
Il est propriétaire du domaine de Mulgrave et du château de Mulgrave, près de Whitby, dans le North Yorkshire. Il est le fondateur de Mulgrave Properties LLP, un promoteur résidentiel du Yorkshire. Sa fortune indirecte comprend une participation importante dans des propriétés à West Vancouver, au Canada, via British Pacific Properties Ltd dont il est administrateur. En 1998, il vend les 10 600 acres (42,896678052 km2) du Domaine Warter Priory, près de Pocklington, Yorkshire de l'Est, à l'homme d'affaires Malcolm Healey.
Lord Normanby est président du Normanby Charitable Trust, qui se concentre sur le North Yorkshire. La fiducie soutient également Trinity College, Dublin et l'Université d'Oxford.

## Vie privée
Avec Sophie McCormick, il a une fille, l'actrice Pandora McCormick (née le 12 décembre 1984).
En 1990, il épouse la journaliste et auteur Nicola Shulman (fille du critique de théâtre Milton Shulman et sœur de la rédactrice en chef du magazine Vogue Alexandra Shulman) et a trois enfants:
- Lady Sibylla Victoria Evelyn Phipps (née le 6 août 1991)
- John Samuel Constantine 'Phippsy' Phipps, comte de Mulgrave (né le 26 novembre 1994)
- Lord Thomas Henry Winston Phipps (né le 3 juin 1997)

Il succède à son père au marquisat en 1994 et siège à la Chambre des lords comme crossbencher. Il perd son siège en vertu de la House of Lords Act 1999.
Lord Normanby vit à Londres et au château de Mulgrave.